# Comuna Ovlociîn, Turiisk
Ovlociîn (în ucraineană Овлочин) este o comună în raionul Turiisk, regiunea Volînia, Ucraina, formată din satele Krat, Ovlociîn (reședința) și Stavkî.

## Demografie
Componența lingvistică a satului Ovlociîn
     Ucraineană (99,84%)
     Alte limbi (0,16%)
Conform recensământului din 2001, majoritatea populației satului Ovlociîn era vorbitoare de ucraineană (99,84%), existând în minoritate și vorbitori de alte limbi.